# Nel mezzo di un applauso
Nel mezzo di un applauso è un singolo del cantante italiano Alessio Bernabei pubblicato l'8 febbraio 2017.

## Descrizione
Il brano è stato presentato per la prima volta dal vivo dal cantante in occasione della sua partecipazione al Festival di Sanremo 2017, dove si è posizionato al 15º posto nella serata conclusiva della manifestazione.

## Video musicale
Il videoclip è stato pubblicato l'8 febbraio 2017 attraverso il canale YouTube della Warner Music Italy.

## Tracce
Testi di Roberto Casalino e musiche di Dario Faini e Vanni Casagrande.
Download digitale
1. Nel mezzo di un applauso – 3:25

7" (Italia)
- Lato A

1. Nel mezzo di un applauso – 3:25

- Lato B

1. Nel mezzo di un applauso (Instrumental) – 3:25

## Formazione
Musicisti
- Alessio Bernabei – voce
- Antonio Filippelli – arrangiamento, chitarra, programmazione, sintetizzatore
- Davide Rossi – arrangiamento, arrangiamento strumenti ad arco, orchestrazione
- Enrico Brun – arrangiamento, pianoforte, sintetizzatore, programmazione
- Gianmarco Manilardi – programmazione

Produzione
- Antonio Filippelli – produzione, registrazione
- Donato Romano – registrazione, missaggio
- Gianmarco Manilardi – montaggio
- Antonio Baglio – mastering

## Classifiche
| Classifica (2017) | Posizione massima |
| ----------------- | ----------------- |
| Italia            | 48                |